# Puissance de feu

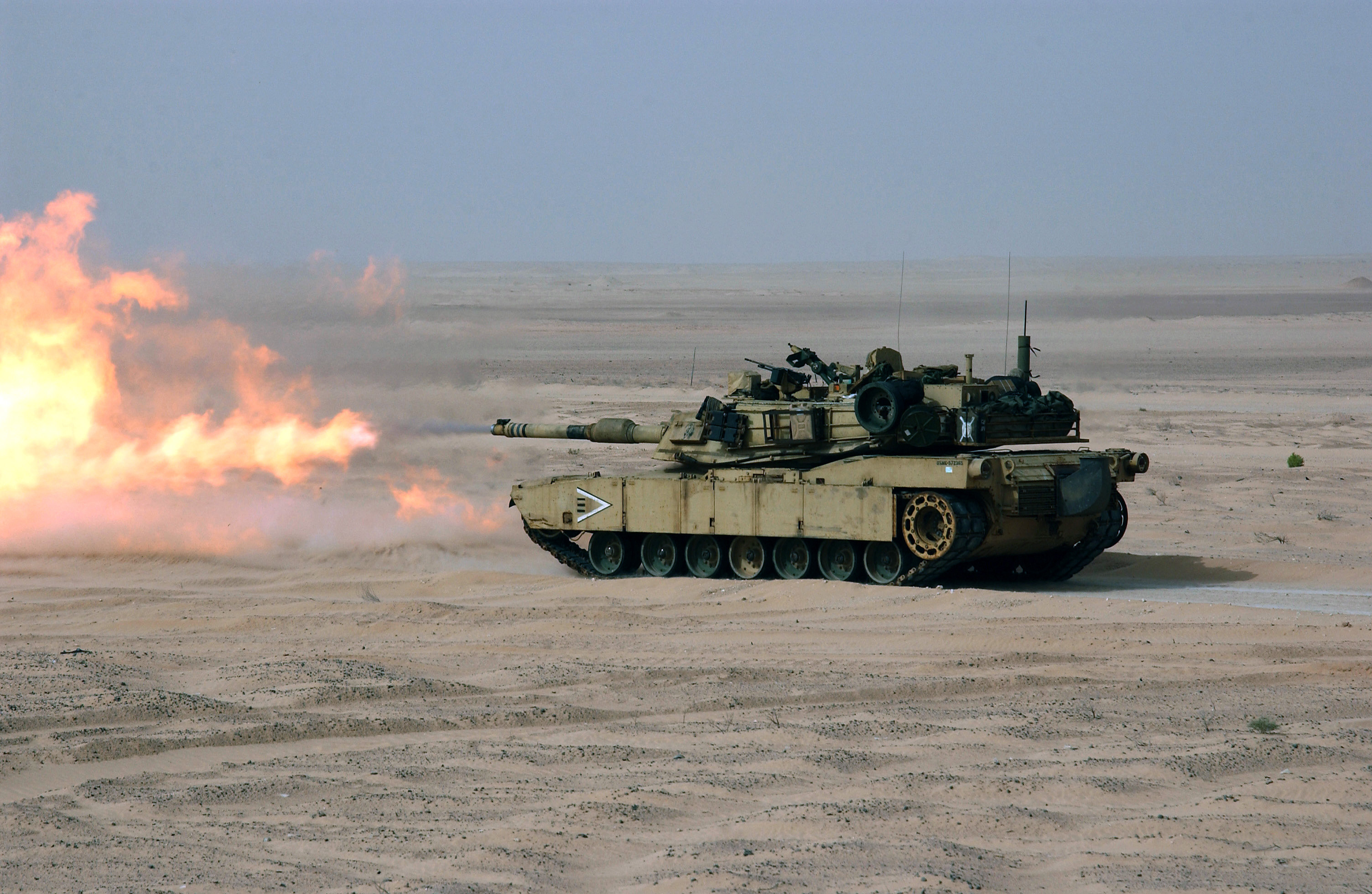
M1A1 Abrams

La puissance de feu est une notion qui synthétise diverses caractéristiques d'une arme à projectile, notamment des armes à feu. Elle exprime la capacité de destruction (liée à la taille et à la nature des projectiles) et la cadence de tir. 
Ainsi, un pistolet semi-automatique de 9 mm Parabellum équipé d'un chargeur de 15 cartouches offrira, grâce à la capacité de son chargeur, à la rapidité du tir en simple action et à la rapidité de rechargement, une puissance de feu supérieure à celle d'un revolver à 6 chambres .357 Magnum.
Cette notion, assez floue car sans définition très précise, est bien distincte de celle du pouvoir d'arrêt ou du pouvoir vulnérant.
Par généralisation, le terme de puissance de feu s'utilise aussi pour désigner la capacité offensive d'une unité ou d'un équipement de combat.